# Патриція Янечкова
Патриція Янечкова (словац. Patricia Janečková; (18 червня 1998 , Мюнхберг, Баварія, Німеччина  — 1 жовтня 2023 , Острава, Мораво-Сілезький край, Чехія )) — словацька оперна співачка, сопрано.

## Життєпис
Народилася 1998 року в словацькій родині у Німеччині. Коли дівчинці виповнилося три місяці, батьки переїхали з нею до чеської Острави, де вона виросла і жила аж до смерті.
Патриція з дитинства захоплювалася оперою та була учасницею оперної студії театру Антоніна Дворжака в Остраві. У грудні 2010 року молода співачка стала переможницею чесько-словацького шоу талантів «Talentmania».
У 2011 році Патриція Янечкова випустила дебютний альбом разом із композитором, диригентом та продюсером Оскаром Рожею (словац. Oskar Rózsa).
У 2014 році Патриція Янечкова стала наймолодшою учасницею, яка здобула першу премію на Міжнародному конкурсі духовної музики в Римі.
У листопаді 2017 року Патриція зіграла свою першу значну роль Галатії в опері Генделя «Ацис і Галатія».

## Хвороба та смерть
У лютому 2022 року Патриція Янечкова написала на своїй сторінці в Інстаграмі про те, що у неї діагностовано рак грудей і вона змушена перервати свою кар'єру на невизначений час.
Померла 1 жовтня 2023 року на 26-му році життя від раку грудей.

## Особисте життя
Янечкова вийшла заміж за актора Властіміла Бурду в червні 2023 року.

## Дискографія
- Patricia Janečková (Bellevoice Produktion, 2011)
- Christmas Album — with Vilém Veverka (Supraphon, 2022)